# 広瀬宣行
広瀬 宣行（ひろせ のぶゆき）は日本のピアニスト、音楽教育者。東京音楽大学准教授、東京音楽大学付属高等学校講師。

## 経歴
1979年、東京音楽大学ピアノ科を卒業。ピアノを永野静枝、古村義尚らに師事。ドイツリート伴奏法をイエルク・デムスに師事。1983年から2年連続、NHK-FMリサイタルに出演。1996年、ザルツブルク・モーツァルテウム大学にてコレペティートルを務める。
2002年から2年間、NHK学園「ゴスペル講座」の講師を務める。
2008年、「平均律の弊害について考える」、2009年、内藤晃と「指揮者の発想とピアノ演奏」、2014年、2015年に東京音楽大学にて「音律と奏法」の講座を開催。
ローゼンストック国際ピアノコンクール、東京国際ピアノコンクール等、数多くのコンクール審査員を務める。
これまでの共演者に大谷康子、ヘンリク・コワルスキー、J.マルセラスなど等かいる。
声楽にも造詣が深く、的確なアプローチでソリストを導くことのできるピアニストとして活動している。
第6回少年少女合唱祭全国大会に東京代表の指揮者として出演し「あおぞら賞」を受賞。合唱指揮者としても活動。東京音楽大学付属高等学校ではコールユーブンゲンと合唱の授業を担当している。

## 著書
- 『きれいにうたいましょうソルフェージュ入門編〜3巻』 出版：株式会社ヤマハミュージックメディア 株式会社フォンテック（2010年7月）
- 『ピアノ初見演奏法』 出版︰株式会社ドレミ楽譜出版社（1986年10月）